# Władimir Miełanjin
Władimir Michajłowicz Miełanjin (ros. Владимир Михайлович Меланьин, ur. 1 grudnia 1933 w obwodzie kirowskim, zm. 10 sierpnia 1994 w Kirowie) – rosyjski biathlonista reprezentujący ZSRR, mistrz olimpijski i wielokrotny medalista mistrzostw świata.

## Kariera
Sportową karierę zaczynał od biegów narciarskich. Treningi biathlonowe zaczął podczas służby w wojsku. Na arenie międzynarodowej po raz pierwszy pojawił się w 1959 roku, kiedy podczas mistrzostw świata w Courmayeur zdobył dwa medale. Najpierw zwyciężył w biegu indywidualnym, wyprzedzając swego rodaka, Dmitrija Sokołowa i Svena Agge ze Szwecji. Ponadto wspólnie z Sokołowem i Walentinem Pszenicynem zdobył też złoty medal w drużynie. Na rozgrywanych rok później igrzyskach olimpijskich w Squaw Valley zajął czwarte miejsce, przegrywając walkę o podium z innym reprezentantem ZSRR, Aleksandrem Priwałowem.
Na mistrzostwach świata w Hämeenlinna w 1962 roku zdobył kolejne dwa złote medale. W biegu indywidualnym wyprzedził Anttiego Tyrväinena z Finlandii i Walentina Pszenicyna. W drużynie startował z Pszenicynem i Nikołajem Puzanowem. W obu konkurencjach zwyciężył też na mistrzostwach świata w Seefeld rok później. Indywidualnie uplasował się przed Tyrväinenem i jego rodakiem Hannu Postim, a w sztafecie startował tym razem z Pszenicynem i Nikołajem Mieszczeriakowem. Zwycięstwo odniósł także podczas igrzysk olimpijskich w Innsbrucku w 1964 roku, zdobywając pierwszy w historii złoty medal olimpijski w biathlonie dla Związku Radzieckiego. Pozostałe miejsca na podium zajęli tam Aleksandr Priwałow oraz Norweg Olav Jordet.
W 1965 roku wystartował na mistrzostwach świata w Elverum, gdzie w biegu indywidualnym spudłował 6 razy, ostatecznie zajmując siódmą pozycję. W biegu drużynowym razem z Nikołajem Puzanowem i Wasilijem Makarowem wywalczył srebrny medal, a w sztafecie z Pszenicynem, Puzanowem i Priwałowem brązowy medal. Brał też udział w rozgrywanych rok później mistrzostwach świata w Garmisch-Partenkirchen, jednak nie zdobył medalu. Indywidualnie zajął 21. miejsce, a wraz z kolegami z reprezentacji zajął czwarte miejsce w sztafecie.
Był też indywidualnym mistrzem ZSRR w latach 1959 i 1966. Po zakończeniu kariery został trenerem, prowadził też kompleks narciarsko-biathlonowy w obwodzie kirowskim.
W 1995 roku został pośmiertnie odznaczony honorową nagrodą Międzynarodowej Unii Biathlonu. Ponadto został też wyróżniony medalem „Za pracowniczą wybitność” i Orderem Czerwonego Sztandaru Pracy.

## Osiągnięcia

### Igrzyska olimpijskie
| Rok  | Miejscowość  | Konkurencje | Konkurencje | Konkurencje | Konkurencje | Konkurencje | Konkurencje | Konkurencje |
| Rok  | Miejscowość  | IN          | SP          | PU          | MS          | RL          | MR          | SR          |
| ---- | ------------ | ----------- | ----------- | ----------- | ----------- | ----------- | ----------- | ----------- |
| 1960 | Squaw Valley | 4.          | nd.         | nd.         | nd.         | nd.         | nd.         | –           |
| 1964 | Innsbruck    | 1.          | nd.         | nd.         | nd.         | nd.         | nd.         | –           |

### Mistrzostwa świata
| Rok  | Miejscowość            | Konkurencje | Konkurencje | Konkurencje | Konkurencje | Konkurencje | Konkurencje | Konkurencje |
| Rok  | Miejscowość            | IN          | SP          | PU          | MS          | RL          | MR          | SR          |
| ---- | ---------------------- | ----------- | ----------- | ----------- | ----------- | ----------- | ----------- | ----------- |
| 1959 | Courmayeur             | 1.          | nd.         | nd.         | nd.         | 1.          | nd.         | –           |
| 1962 | Hämeenlinna            | 1.          | nd.         | nd.         | nd.         | 1.          | nd.         | –           |
| 1963 | Seefeld                | 1.          | nd.         | nd.         | nd.         | 1.          | nd.         | –           |
| 1965 | Elverum                | 7.          | nd.         | nd.         | nd.         | 2.          | nd.         | –           |
| 1966 | Garmisch-Partenkirchen | 21.         | nd.         | nd.         | nd.         | 4.          | nd.         | –           |